# Naissance en 1147
Naissance
- 1143
- 1144
- 1145
- 1146
- 1147
- 1148
- 1149
- 1150
- 1151

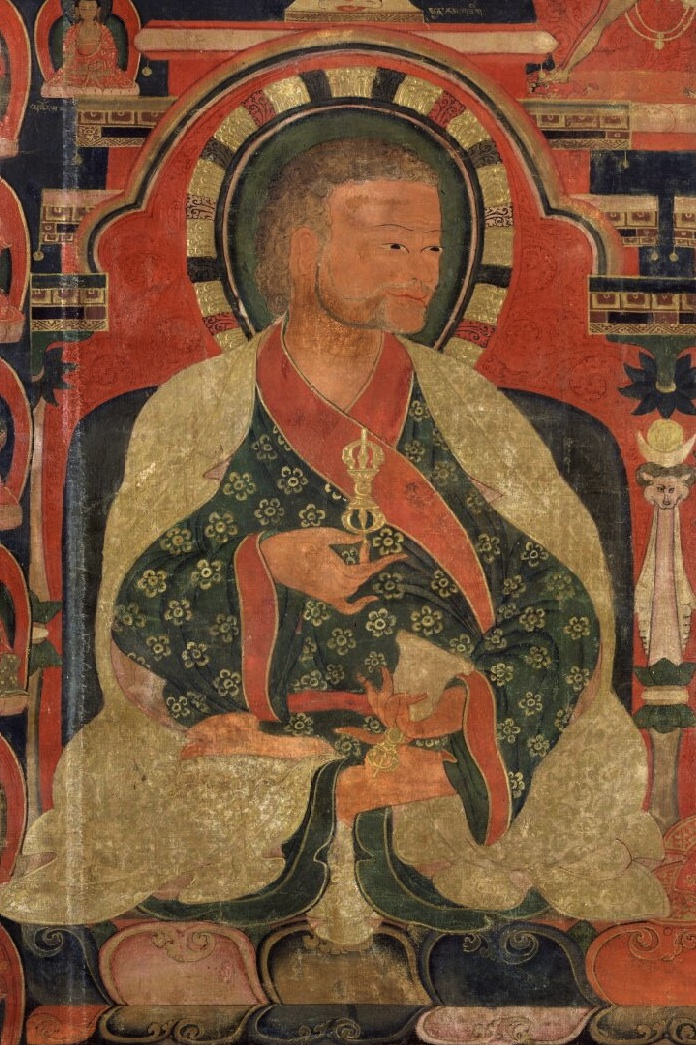
Drakpa Gyaltsen, né en 1147.

Cette page dresse une liste de personnalités nées au cours de l'année 1147 :
- Jetsün Dragpa Gyaltsen, 5e Sakya Trizin.
- Étienne III de Hongrie, roi de Hongrie.
- Guillaume VII d'Auvergne, comte légitime d'Auvergne.
- Ibn Qudama Al-Maqdisi, théologien musulman du madhhab hanbali, auteur de nombreux livres de jurisprudence islamique.
- Princesse Sukeko, princesse et impératrice du Japon.
- Song Guangzong, 12e empereur de la dynastie Song et le troisième des Song du Sud.
- Taira no Munemori, fils et héritier de Taira no Kiyomori et l'un des commandants en chef du clan Taira durant la guerre de Gempei.
- Wada Yoshimori, commandant militaire du début de l'époque de Kamakura du Japon.

## Crédit d'auteurs
- Cet article est partiellement ou en totalité issu de l'article intitulé « 1147 » (voir la liste des auteurs).